# Богдановка (Житомирский район)
Богдановка (укр. Богданівка) — село на Украине, основано в 1650 году, находится в Житомирском районе Житомирской области.
Код КОАТУУ — 1822080302. Население по переписи 2001 года составляет 9 человек. Почтовый индекс — 12411. Телефонный код — 412. Занимает площадь 0,124 км².

## Адрес местного совета
12411, Житомирская область, Житомирский р-н, с.Берёзовка, ул.Ватутина, 31